# S-trein Antwerpen
De S-trein Antwerpen is een voorstadsnet in en rond de Belgische stad Antwerpen. Het werd opgericht op 3 september 2018 toen vroegere L-treinen hernoemd werden naar S-treinen en lijnnummers kregen.
Lijn S1 is tevens deel van het S-netwerk van Brussel. Lijn S32 steekt via Essen de Nederlandse grens over en rijdt tot Roosendaal. Lijn S53 maakt deel uit van het S-netwerk van Gent en vervangt de S34 tijdens het weekend.
De S35 rijdt in de week tussen Antwerpen-Centraal en Noorderkempen.

## Netwerk
Het S-netwerk van Antwerpen bestaat anno 2020 uit vijf lijnen:
| Serie     | Treinsoort               | Route                                                                       | Bijzonderheden |
| --------- | ------------------------ | --------------------------------------------------------------------------- | --- |
| S 1       | S-trein Brussel (NMBS)   | Charleroi-Centraal – /Nijvel – Brussel-Zuid – Mechelen – Antwerpen-Centraal | Op zondag een deel Brussel-Noord - Nijvel en een deel Brussel-Zuid - Antwerpen-Centraal. Tijdens de week eerste en laatste ritten van/naar Charleroi-Centraal. |
| S 32 2350 | S-trein Antwerpen (NMBS) | Puurs – Antwerpen-Centraal – Essen                                          | Rijdt alleen op werkdagen. |
| S 32 2550 | S-trein Antwerpen (NMBS) | Puurs – Antwerpen-Centraal – Essen – Roosendaal                             | |
| S 33      | S-trein Antwerpen (NMBS) | Antwerpen-Centraal – Herentals – Mol                                        | Rijdt alleen op werkdagen. |
| S 34      | S-trein Antwerpen (NMBS) | Dendermonde – Lokeren – Sint-Niklaas – Antwerpen-Centraal                   | Rijdt 2×/u tussen Antwerpen - Dendermonde tijdens de week, 1x/u tijdens het weekend en juli/augustus                                                           |
| S 35      | S-trein Antwerpen (NMBS) | Antwerpen-Centraal – Noorderkempen                                          | Rijdt niet in het weekend. Rijdt 1× per uur, zorgt samen met de Beneluxtrein voor 2 treinen per uur tussen Antwerpen-Centraal en Noorderkempen.                |

## Rollend materieel
Op het S-netwerk van Antwerpen wordt hoofdzakelijk gereden met MS08-treinstellen. Soms worden ook MS75 treinstellen gebruikt.

## Evolutie van het net

### Vervoersplan 2020
Op 13 december 2020 ging een nieuw vervoersplan in voege, wat ook een wijziging meebracht voor het S-net van Antwerpen. Tussen Sint-Niklaas en Antwerpen rijdt er een nieuwe S34-trein, met haltes in Beveren, Melsele, Zwijndrecht, Antwerpen-Zuid, Antwerpen-Berchem en Antwerpen-Centraal. Tijdens de spits stopt deze trein ook in Nieuwkerken-Waas. De S34 vervangt de bestaande piekuurtreinen. De nieuwe trein rijdt evenwel niet tijdens het weekend en ook niet in de kerst-, paas- en zomervakantie.

### Vervoersplan 2023
Op zondag 10 december 2023 ging een nieuw vervoersplan in voege. Er werd een nieuwe S-trein toegevoegd aan het Antwerpse S-net, de S35, die Antwerpen-Centraal) en Antwerpen-Luchtbal met Noorderkempen verbindt. Hierdoor rijden er op weekdagen twee treinen per uur tussen Antwerpen-Centraal en Noorderkempen (de S-trein en de Beneluxtrein) en wordt ook Antwerpen-Luchtbal rechtstreeks met Noorderkempen verbonden.